# ألتين أسير
ألتين أسير (بالتركمانية: Altyn Asyr) (الروسية: Алтын Асыр) هي مشغل للهاتف المحمول مملوكة لدولة تركمانستان. وتستخدم الشركة العلامة التجارية «تي إم سيل (TM CELL)». في سبتمبر 2013، كانت تُعد الشركة الرائدة في السوق مع أكثر من 3.5 مليون مشترك. في حين بلغ عدد مشتركي إم تي إس تركمانستان، المنافس الوحيد لها، 1.89 مليون مشترك.

## التاريخ
تأسست الشركة في أغسطس 2010. وهي مملوكة بالكامل من قبل تركتمليكوم التي بدورها مملوكة بالكامل لوزارة الاتصالات. وقد تم تجهيز المعدات لـ50،000 مشترك الأوائل من قبل شركة سيمنز. واُفتُتِح مبنى إداري جديد في أكتوبر 2012. ويضم المبنى المُكون من أربعة طوابق 350 موظفاً. في 18 سبتمبر 2013 أطلق المشغل تقنية تطور طويل الأمد. في نهاية سبتمبر 2014، قدمت الشركة خدمة الاتصال الصوتي عبر تقنية LTE.

## عدد المشتركين
| التاريخ     | المشتركين |
| ----------- | --------- |
| أبريل 2005  | 1,500     |
| مارس 2006   | 20,000    |
| أبريل 2010  | 500,000   |
| يونيو 2012  | 2,600,000 |
| أكتوبر 2012 | 3,000,000 |
| سبتمبر 2013 | 3,500,000 |

## وصلات خارجية
- الموقع الرسمي